# Legio XIV Gemina
Legio quarta decima Gemina ou Legio XIIII Gemina ou ainda Legio XIV Gemina ("Décima-quarta Legião Gêmea") foi uma legião do exército imperial romano convocada por Júlio César em 57 a.C. Seu cognome, "Gemina", uma referência aos gêmeos Rômulo e Remo, fundadores lendários de Roma que foram amamentados por uma loba. Já o cognome "Victrix" ("vitoriosa") foi acrescentado por Augusto depois da campanha na Guerra Panônia em 9 d.C. O emblema da legião era um capricórnio, como era o caso de muitas das legiões convocadas por César, ou dois raios de Júpiter cruzados. Em algum momento esta unidade adquiriu ainda o cognome "Martia".

## Sob César
A décima-quarta foi criada por Júlio César na Gália Cisalpina durante suas Guerras Gálicas. O período de alistamento era de dezesseis anos, como nas demais legiões (embora Augusto tenha depois aumentado o tempo para vinte anos). Por muitos anos depois do chamado "Massacre de Aduatuca" esta unidade passou a ser vista como uma legião desafortunada e seus membros eram frequentemente deixados para trás, encarregados de guardar o acampamento durante as batalhas.

## Germânico
A Legio XIIII Gemina lutou sob o comando do césar Germânico contra o rebelde Armínio. Uma década antes desta campanha, este comandante rebelde obteve uma das maiores vitórias bárbaras contra forças romanas, destruindo três legiões inteiras na Batalha da Floresta de Teutoburgo. As tropas da décima-quarta não decepcionaram e conseguiram uma vitória para Germânico, o que lhe valeu um triunfo concedido por seu pai adotivo, o imperador Tibério.

### Invasão da Britânia
Acampados em Mogoncíaco, na Germânia Superior, desde 9 d.C., a XIIII Gemina Martia Victrix foi uma das quatro legiões utilizadas por Aulo Pláucio e Cláudio para a invasão romana da Britânia em 43 e participou da derrota de Boadiceia em 60-1. Num confronto na atual Watling Street, a décima-quarta derrotou uma força liderada por Boadiceia com mais de 230 000 segunto Tácito e Dião Cássio, contando com apenas 10 000 legionários e auxiliares. Esta vitória garantiu-lhes o posto de "os mais efetivos" de Nero e os manteve aquartelados na Britânia nos anos seguintes para conter as tribos locais revoltosas. Em 68, a legião se mudou para a Gália Narbonense.

### Anos seguintes
Em 89, o governador da Germânia Superior, Lúcio Antônio Saturnino, rebelou-se contra Domiciano com o apoio da XIIII Gemina e da XXI Rapax, mas a revolta foi suprimida.
Quando a vigésima-primeira foi perdida em 92, a décima-quarta foi enviada para a Panônia para substituí-la, acampando em Vindobona (Viena). Depois de uma guerra contra os sármatas e das Guerras Dácias de Trajano (101–106), a legião se mudou para Carnunto, onde permaneceria pelos próximos três séculos. Algumas vexillationes da décima-quarta lutaram nas guerras contra os mauros, sob a liderança de Antonino Pio, e a legião participou da campanha parta de Lúcio Vero. Durante sua guerra contra os marcomanos, o imperador Marco Aurélio se baseou em Carnunto.

### Sétimo Severo
Em 193, depois da morte de Pertinax, o comandante da décima-quarta, Sétimo Severo, foi aclamado imperador pelas legiões panônicas e, sobretudo, pela sua legião. A XIIII Gemina lutou por seu imperador em sua marcha para Roma para atacar o usurpador Dídio Juliano (193), contribuiu para a derrota do usurpador Pescênio Níger (194) e, provavelmente, lutou na campanha contra os partas que terminou com o saque de Ctesifonte em 198.

## Galiano
Na confusão que se seguiu à derrota de Valeriano, a XIIII Gemina apoiou o usurpador Regaliano contra Galiano (260), depois este contra Póstumo, do Império Gálico, o que valeu à legião o título de "VI Pia VI Fidelis" ("Seis vezes fiel e leal"), e finalmente, depois da morte de Galiano, o imperador gálico Vitorino (269–271).

## Século V
No início do século V, a XIIII Gemina ainda estava em Carnunto. A unidade foi provavelmente desbaratada depois do colapso da fronteira do Danúbio na década de 430. A "Notitia Dignitatum" lista uma unidade comitatense "quartodecimani" sob o comando do mestre dos soldados da Trácia (magister militum per Thracias), uma unidade que pode ser a XIIII Gemina.